# NGC 1792
NGC 1792 é uma galáxia espiral barrada (SBbc) localizada na direcção da constelação de Columba. Possui uma declinação de -37° 58' 47" e uma ascensão recta de 5 horas, 05 minutos e 13,8 segundos.
A galáxia NGC 1792 foi descoberta em 4 de Outubro de 1826 por James Dunlop.